# Eugenio Carlo Valussi
Eugenio Carlo Valussi (Talmassons, 10 febbraio 1837 – Sarche, 11 ottobre 1903) è stato deputato al Parlamento di Vienna dal 1873 al 1886 e successivamente vescovo di Trento (1886 - 1903).

## Biografia

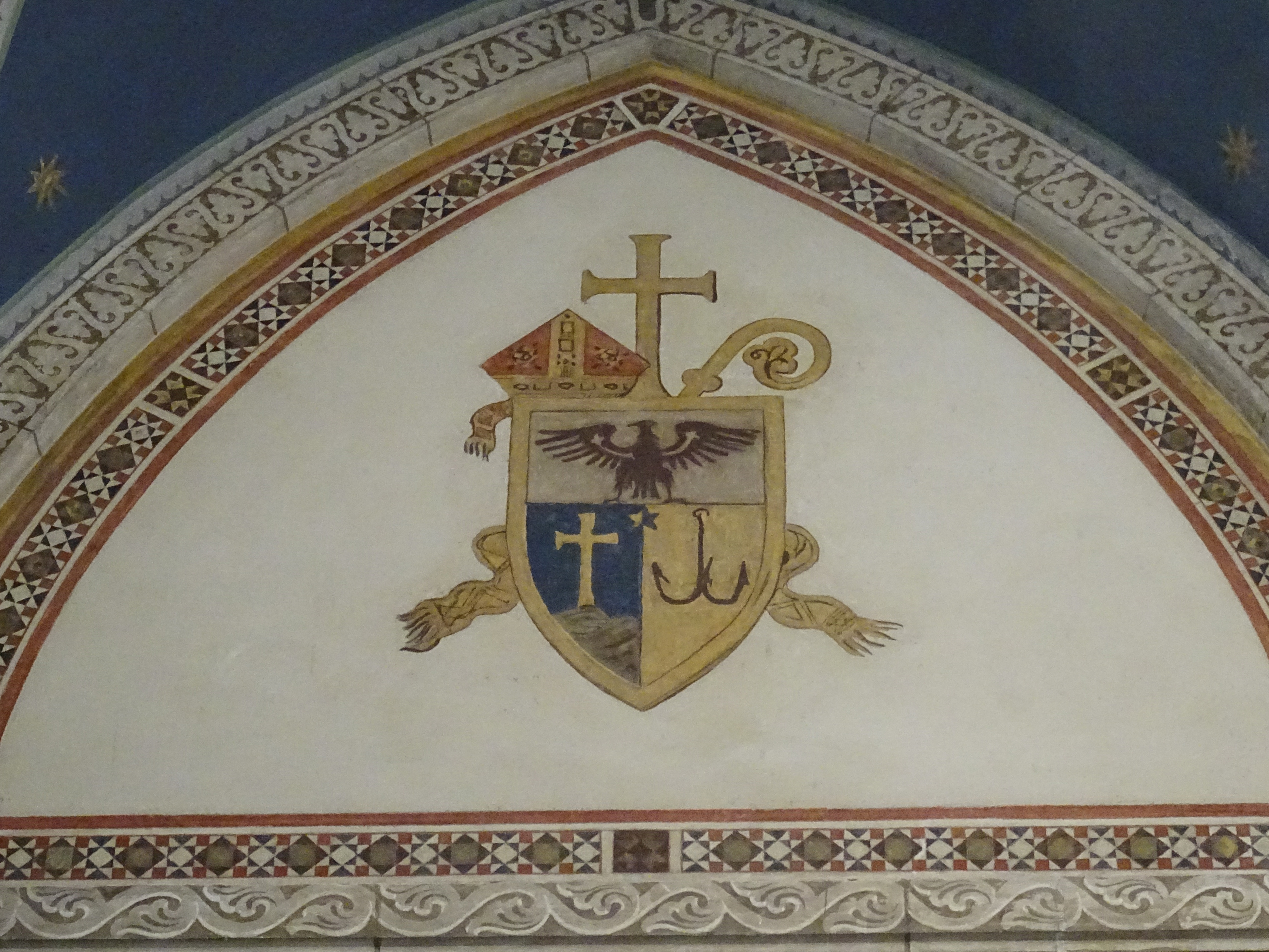
Lo stemma di Valussi affrescato nell'ex chiesa del Redentore di Trento

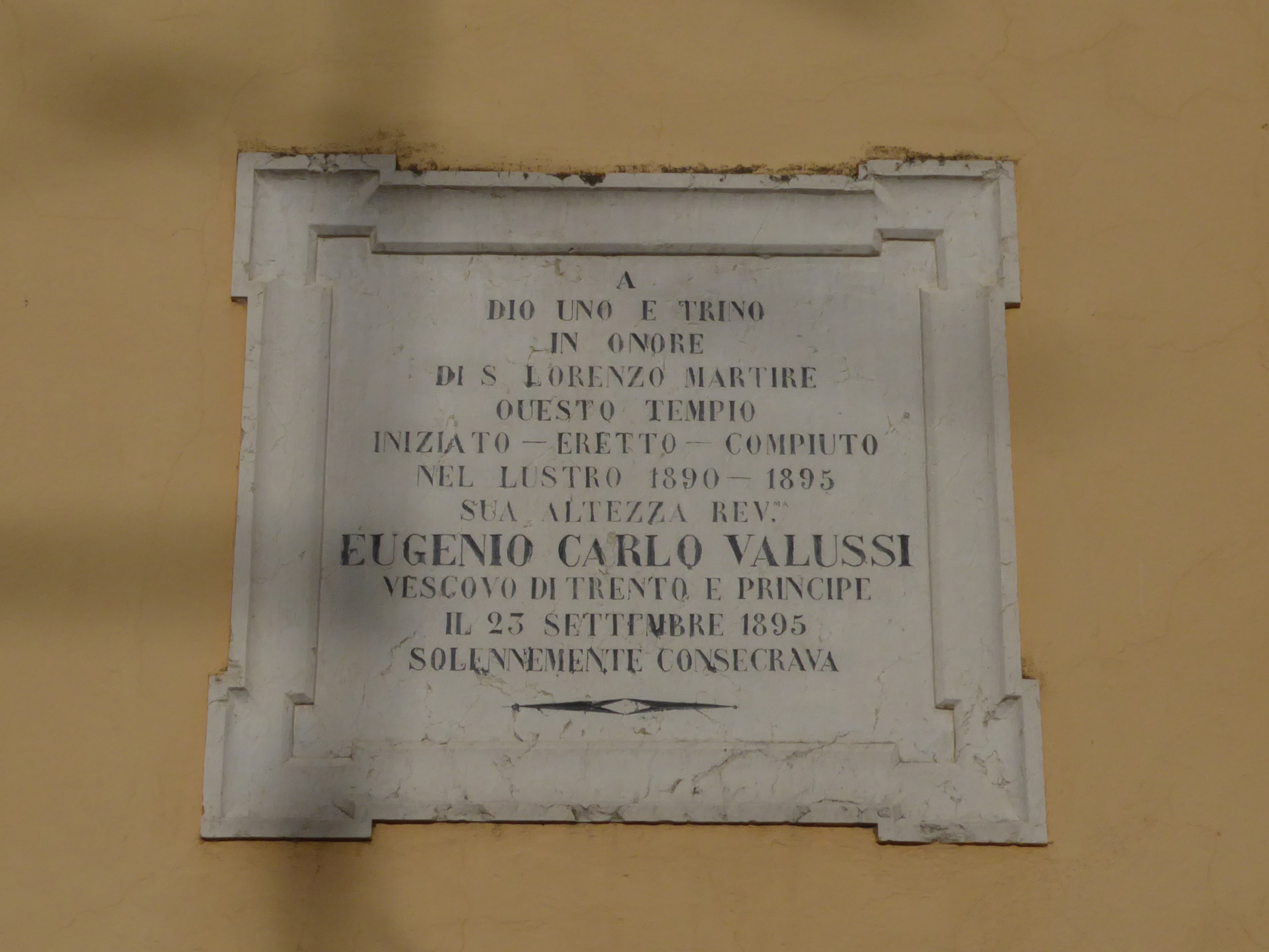
Targa sulla chiesa di San Lorenzo a Ronchi di Ala in ricordo della consacrazione della stessa celebrata da Valussi nel 1895

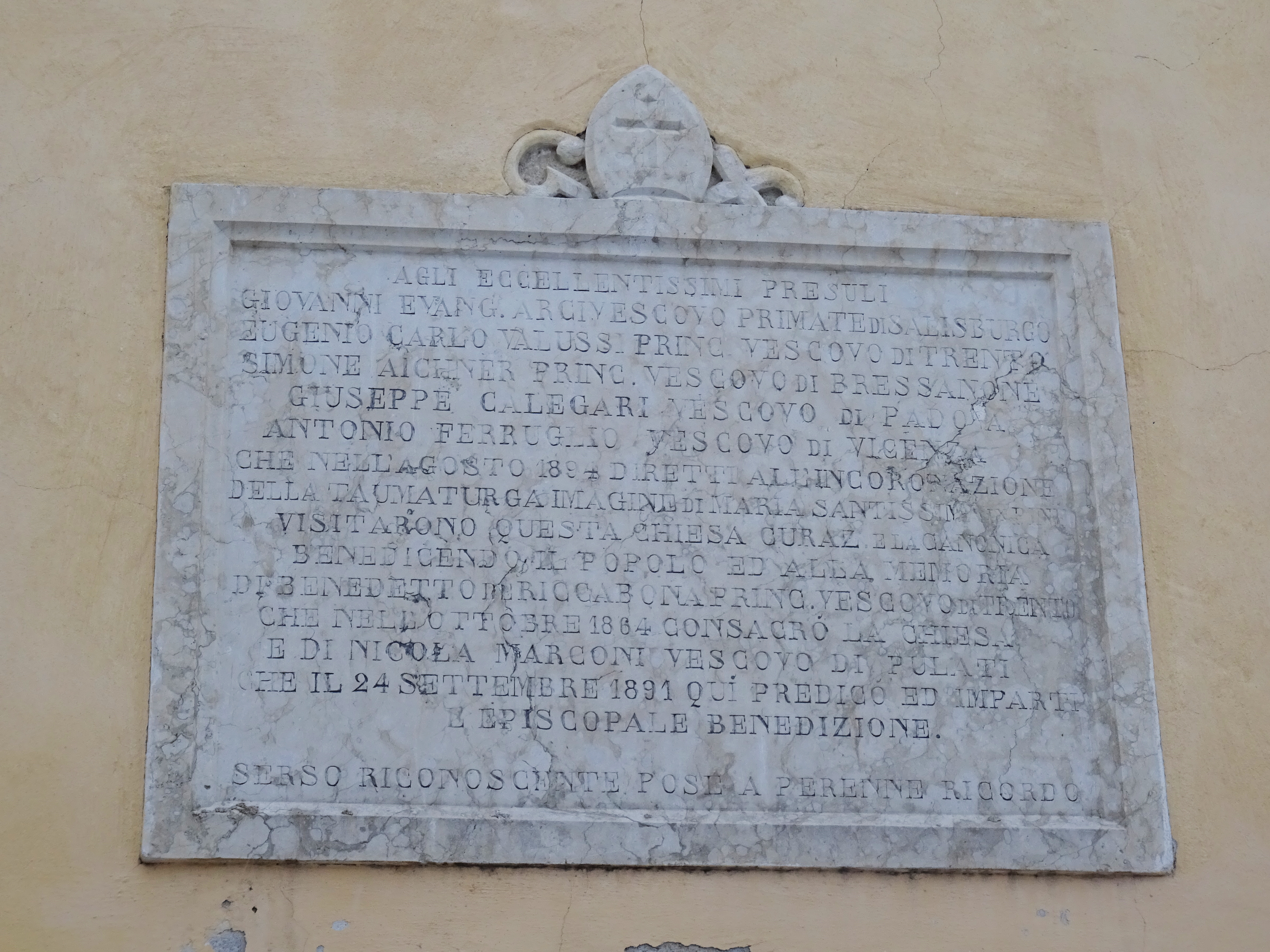
Targa sulla chiesa di San Giovanni Nepomuceno di Serso (Pergine Valsugana); ricorda la volta in cui, nel 1894, Valussi, assieme ad altri quattro vescovi, visitò la curazia di Serso mentre si recava a Montagnaga per una grande celebrazione in onore della Madonna di Piné

Nipote di Pacifico Valussi, fu studente del ginnasio di Udine e nel seminario teologico di Gorizia. Fu ordinato sacerdote il 12 febbraio 1860 e successivamente si laureò in teologia all'Augustineum di Vienna.
Nel frattempo il Friuli era stato annesso al Regno d'Italia, ragion per cui il giovane Eugenio, che era rimasto in Austria, fu inviato come sacerdote a Gorizia, dove fu insegnante di teologia morale nel locale seminario e divenne un esponente di spicco del movimento cattolico nella contea di Gorizia e Gradisca.
Nel 1880 fu nominato preposito del capitolo metropolitano di Gorizia; dal 1873 al 1886 fu deputato al Parlamento di Vienna per la contea di Gorizia.
Il 24 aprile 1886 fu nominato vescovo di Trento dall'imperatore Francesco Giuseppe, cui spettava la nomina per antico diritto. La nomina fu confermata dal papa il 7 giugno successivo, mentre il 26 giugno 1886 fu consacrato nella cattedrale di Trento dal cardinale Serafino Vannutelli.
Nel 1898 fu il promotore del Comitato diocesano per l'Azione Cattolica. Tra i suoi collaboratori vi fu anche il giovane Alcide De Gasperi.
Nel 1903, poco prima di morire, fondò il Museo diocesano tridentino.

## Genealogia episcopale
La genealogia episcopale è:
- Cardinale Scipione Rebiba
- Cardinale Giulio Antonio Santori
- Cardinale Girolamo Bernerio, O.P.
- Arcivescovo Galeazzo Sanvitale
- Cardinale Ludovico Ludovisi
- Cardinale Luigi Caetani
- Cardinale Ulderico Carpegna
- Cardinale Paluzzo Paluzzi Altieri degli Albertoni
- Papa Benedetto XIII
- Papa Benedetto XIV
- Papa Clemente XIII
- Cardinale Marcantonio Colonna
- Cardinale Giacinto Sigismondo Gerdil, B.
- Cardinale Giulio Maria della Somaglia
- Cardinale Carlo Odescalchi, S.I.
- Cardinale Costantino Patrizi Naro
- Cardinale Serafino Vannutelli
- Vescovo Eugenio Carlo Valussi